# トリフルオロメタンスルホン酸塩
トリフルオロメタンスルホン酸塩（トリフルオロメタンスルホンさんえん）は、トリフルオロメタンスルホン酸 の塩の総称。英語にならい トリフラート (triflate)、もしくは トリフルオロメタンスルホナート (trifluoromethanesulfonate) とも呼ばれるが、それらの呼称はアニオンやエステルを指すこともある。
トリフルオロメタンスルホン酸塩のアニオン成分であるトリフルオロメタンスルホナートは CF3SO3- と表される非常に安定な1価の多原子イオンである。これはトリフルオロメタンスルホン酸の共役塩基にあたり、TfO- と略記される。

## 性質、用途
金属のトリフルオロメタンスルホン酸塩は熱的には安定で、特にナトリウム、ホウ素、銀との塩は無水物で融点 350 ℃ にも達する。このような塩はトリフルオロメタンスルホン酸と金属水酸化物、または金属炭酸塩とを水中で反応させて得ることができる。また、その他の方法として、金属塩化物とトリフルオロメタンスルホン酸を無溶媒で反応させる方法、金属塩化物をトリフルオロメタンスルホン酸銀と反応させる方法や、金属の硫酸塩をトリフルオロメタンスルホン酸バリウムと水中で反応させる方法が知られている。
{\displaystyle {\ce {MCln\ + n HOTf -> M(OTf)n\ + n HCl}}}
{\displaystyle {\ce {MCln\ +nAgOTf->M(OTf)n\ +nAgCl\downarrow }}}
{\displaystyle {\ce {M(SO4)n\ + n Ba(OTf)2 -> M(OTf)2n\ + n BaSO4 v}}}
金属のトリフルオロメタンスルホン酸塩はルイス酸として使用される。特に、塩化アルミニウムのような一般的なルイス酸が水に対して不安定であるのに対して、金属のトリフルオロメタンスルホン酸塩が水に対して安定であるため、水中で用いることのできるルイス酸として使用されることがある。
特に、ランタノイド元素の塩（Ln(OTf)3 (Ln = La, Ce, Pr, Nd, Sm, Eu, Gd, Tb, Dy, Ho, Er, Tm, Yb, Lu, Y)）がルイス酸として有用である。そのほかにも、トリフルオロメタンスルホン酸スカンジウムは、アルドール反応やディールス・アルダー反応のような反応の触媒として用いられる。
例えば、シクロヘキサノンのシリルエノラートとベンズアルデヒドとの向山アルドール反応を、81%の収率で進行させる例が知られている。
同様の反応は、イットリウム塩を用いてもうまくいかない。:
トリフルオロメタンスルホン酸リチウムは、リチウムイオン二次電池の電解質として使用されることがある。